# Liste de ponts de la Haute-Savoie

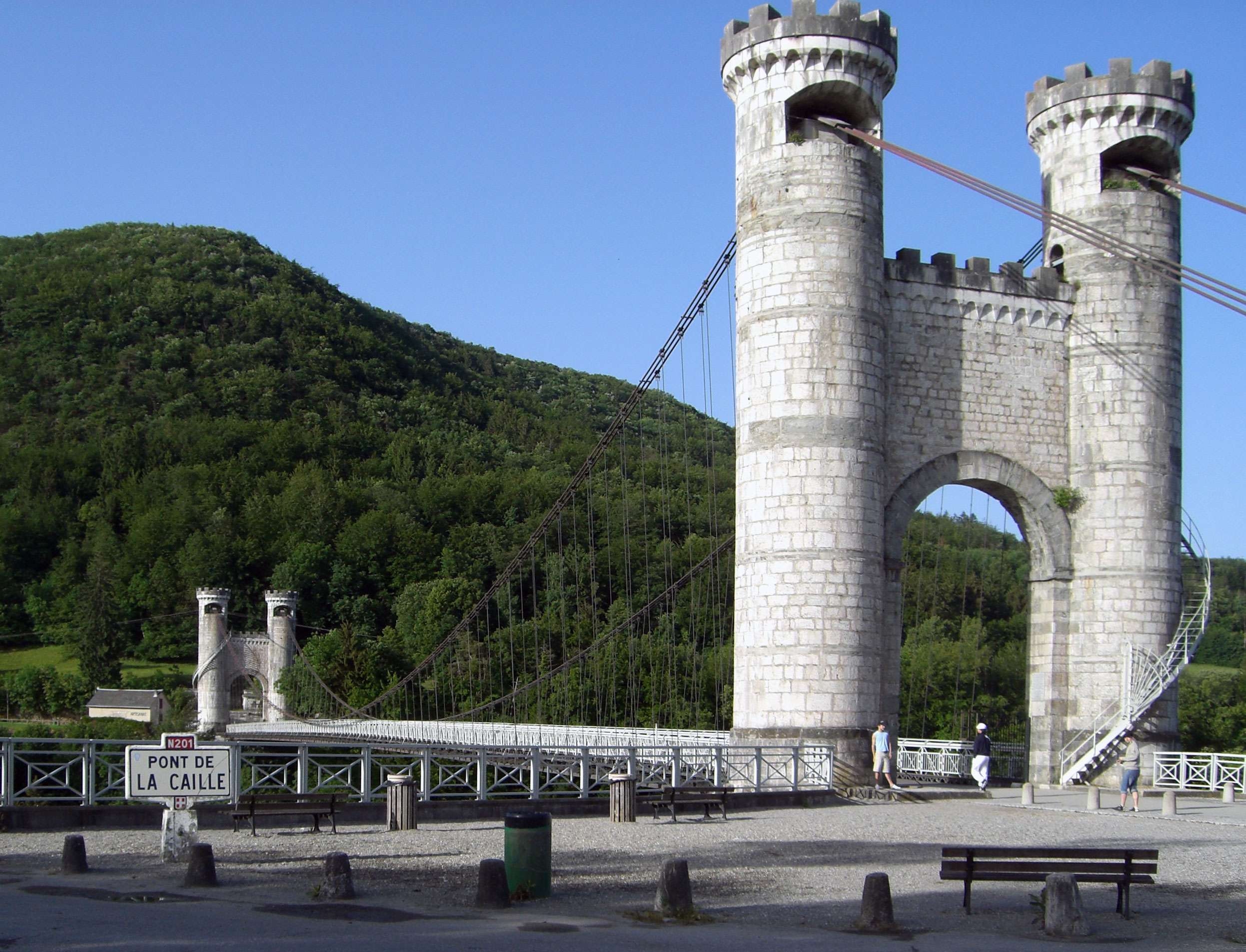
Le pont Charles-Albert (couramment appelé pont de la Caille) est inscrit au titre des monuments historiques.

Cet article recense de manière non exhaustive, les ponts de la Haute-Savoie, c'est-à-dire les ponts situés dans le département de la Haute-Savoie.

## Ponts ferroviaires

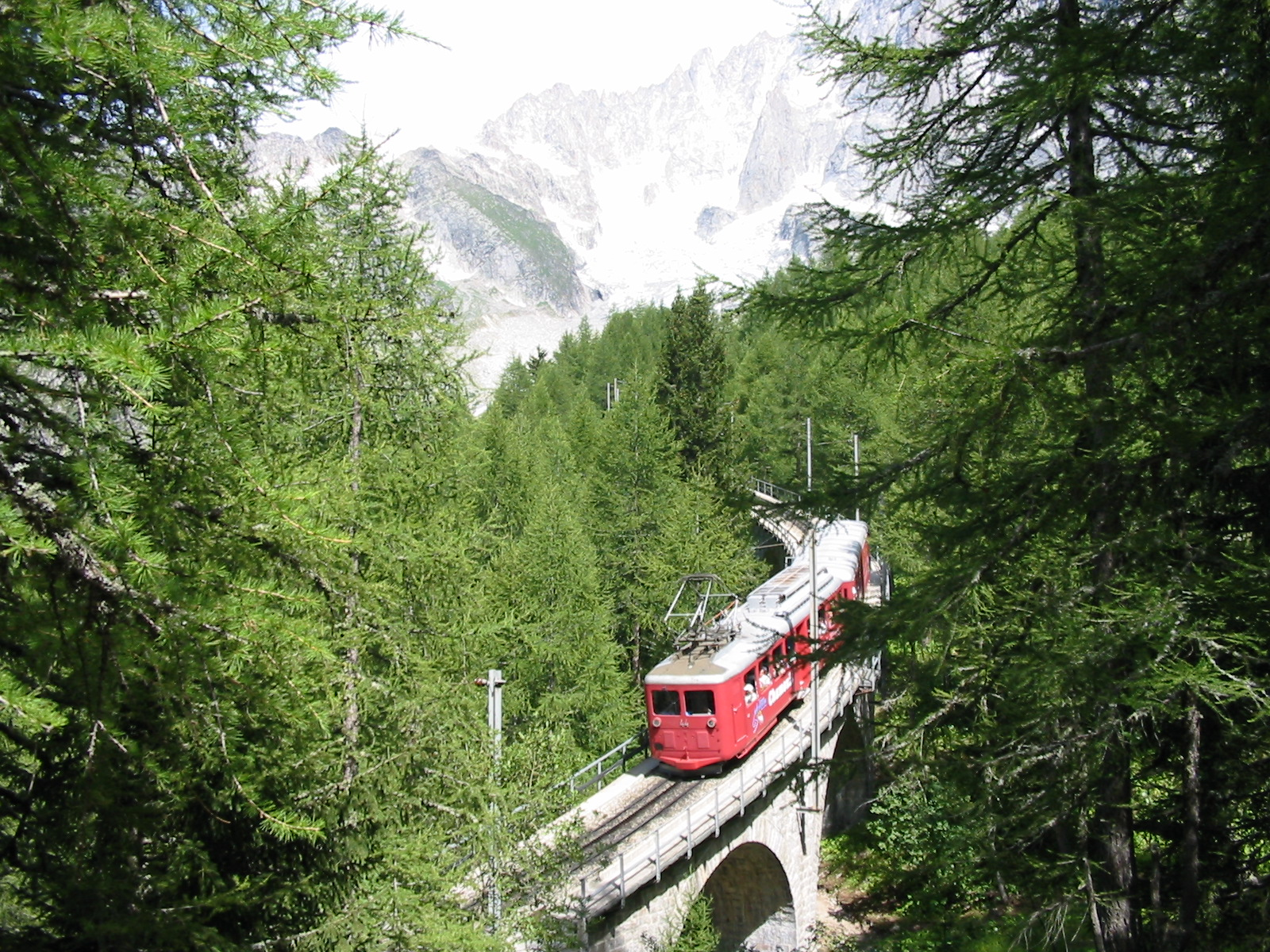
Vue d'un train empruntant le viaduc du Montenvers.

- Viaduc du Montenvers.
- Pont de la dranse

## Ponts routiers et autoroutiers

### Ponts routiers
- Pont de l'Abîme.
- Viaduc des Égratz.

### Ponts autoroutiers
- Le viaduc autoroutier de Bellegarde-sur-Valserine (A 40) ;
- Le viaduc autoroutier du Chéran (A 41).

## Franchissement de cours d'eau

### Franchissements duRhône

#### Haute-Savoie/Ain
- Le pont Carnot.
- Le viaduc de Longeray.
- Le pont de Grésin.
- Le pont de Savoie.

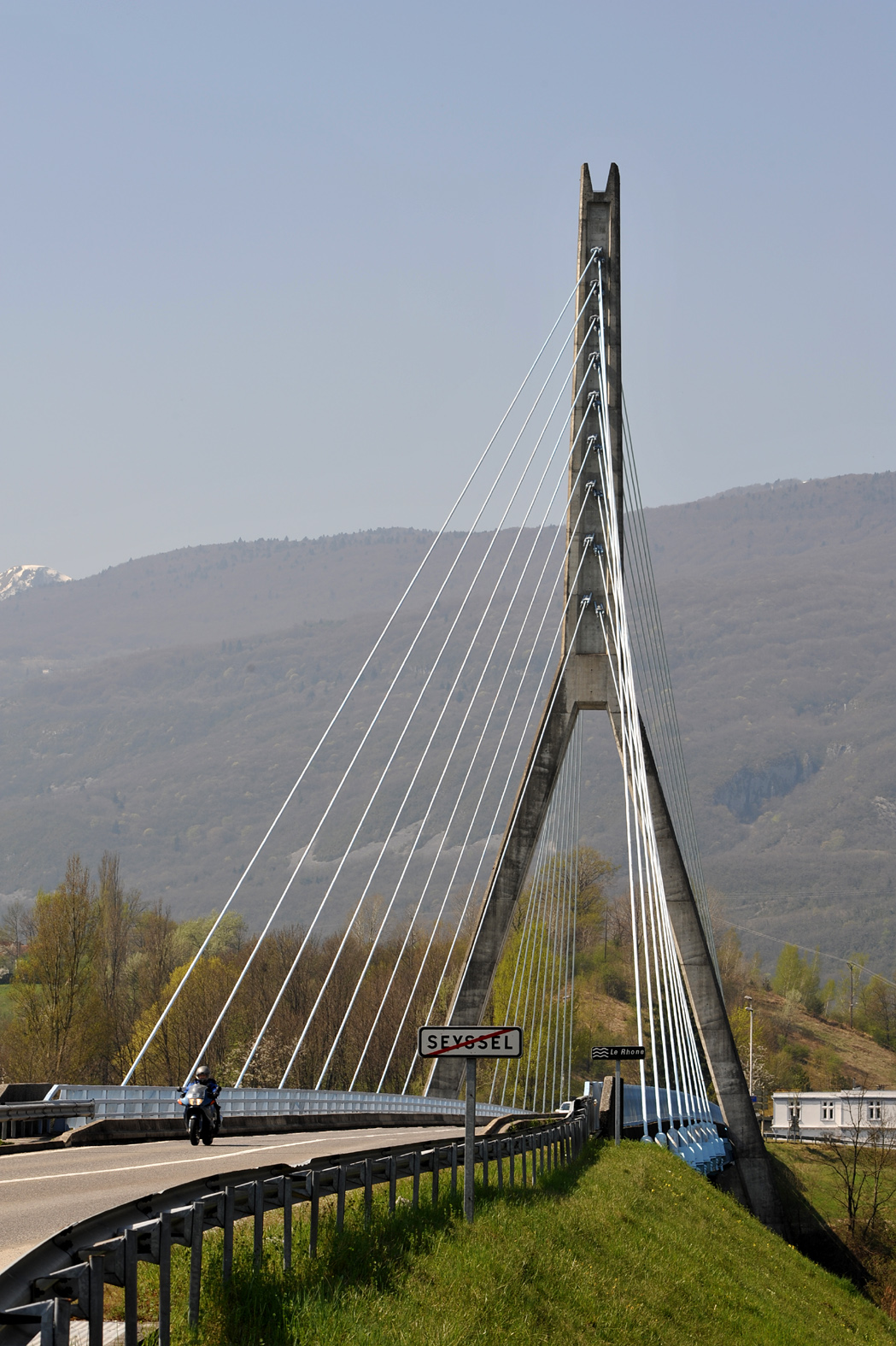
Le pont de Seyssel.

- Le viaduc autoroutier de Bellegarde-sur-Valserine.
- Le barrage de Génissiat.
- La passerelle de Surjoux (ou pont de Pyrimont) qui a remplacé le viaduc de Pyrimont détruit en 1940.
- Le pont de la Vierge noire.
- Le pont de Seyssel.

### Autres franchissements de cours d'eau
Franchissement de l'Arve
- Viaduc des Égratz.
- Viaduc Sainte-Marie.
- Pont dit le Pont Vieux.

Franchissement du Chéran

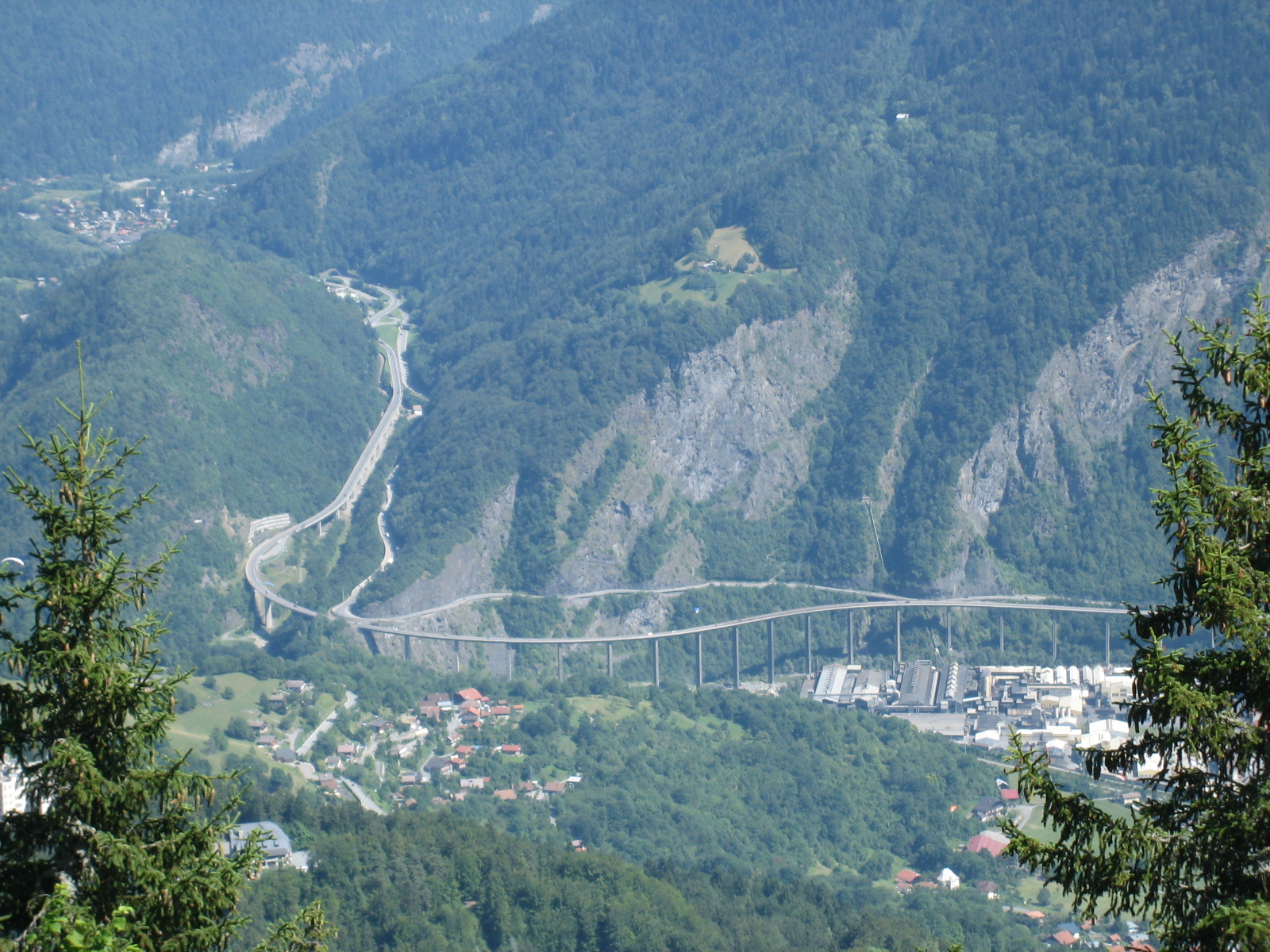
Vue du viaduc des Égratz (1470 mètres).

- Pont de l'Abîme (Haute-Savoie / Savoie)
- Viaduc du Chéran

Franchissement de l'Eau Morte
- Pont sur l'Eau Morte.

Franchissement du Fier
- Pont Romain (Les Clefs).
- Pont Coppet

Franchissement du Giffre
- Pont de Dessy.

Franchissement du Thiou
- Pont des Amours.

Franchissement des Usses
- Pont de la Caille
- Franchissement de la dranse
- Pont impérial dit pont de vongy
- pont de dranse (D1005)
- Pont de la douceur

## Ponts présentant un intérêt architectural ou historique

### Inscrits ou classés au titre des monuments historiques
- Le pont de la Caille[1] à Allonzier-la-Caille et Cruseilles - XIXe siècle.
- Le pont dit Pont Romain[2] à Les Clefs - XVe siècle et XVIe siècle.
- Le pont sur l'Eau Morte[3] à Doussard.
- Le pont dit le Pont Vieux[4] à Cluses.